# Sydney Arnold, 1. Baron Arnold
Sydney Arnold, 1. Baron Arnold (* 13. Januar 1878 in Altrincham, Cheshire; † 3. August 1945) war ein britischer Politiker der Liberal Party sowie später der Labour Party, der unter anderem zwischen 1929 und 1931 Paymaster General war.

## Leben
Arnold absolvierte seine schulische Ausbildung an der Grammar School in Manchester und trat 1900 als Börsenmakler in das Unternehmen seines Vaters W.A. Arnold & Sons ein und war für dieses bis 1921 tätig. Während dieser Zeit war er zwischen 1904 und 1922 Mitglied der Börse von Manchester (Manchester Stock Exchange).
1910 kandidierte Arnold für die Liberal Party im Wahlkreis Holderness erfolglos für ein Mandat im House of Commons, unterlag jedoch dem Wahlkreisinhaber Stanley Wilson. Am 20. Juni 1912 wurde er als Nachfolger des langjährigen Abgeordneten Henry Wilson im Wahlkreis Holmfirth zum Mitglied des Unterhauses gewählt und vertrat diesen Wahlkreis bis zu dessen Auflösung am 14. Dezember 1918. Während der Amtszeit von Premierminister H. H. Asquith war er 1914 erst Parlamentarischer Privatsekretär des Bildungsministers (President of the Board of Education) und dann Finanzsekretär des Schatzamtes (Financial Secretary of the Treasury).
Bei den Unterhauswahlen vom 14. Dezember 1918 wurde Arnold für die Liberal Party in dem neu geschaffenen Wahlkreis Penistone wieder als Abgeordneter in das House of Commons gewählt und gehörte diesem bis zu seinem freiwilligen Mandatsverzicht aus gesundheitlichen Gründen am 15. Februar 1921 an. Sein Nachfolger wurde William Gillis.
Arnold, der 1922 der Labour Party beigetreten war, wurde durch ein Letters Patent vom 12. Februar 1924 als Baron Arnold, of Hale in the County of Chester, in den erblichen Adelsstand erhoben und gehörte damit bis zu seinem Tod dem House of Lords als Mitglied an.
Während der ersten Amtszeit von Premierminister Ramsay MacDonald fungierte er 1924 als Parlamentarischer Unterstaatssekretär im Kolonialministerium (Colonial Office). Am 8. Juni 1929 wurde Arnold von Premierminister MacDonald als Generalzahlmeister (Paymaster General) in dessen zweites Kabinett berufen und gehörte diesem bis zu seinem Rücktritt wegen der Freihandelspolitik der Regierung zurück, die am 25. August 1931 als National Government umgebildet wurde.  1938 trat er aus der Labour Party aus.
Da er unverheiratet und ohne männliche Nachkommen blieb, erlosch mit seinem Tod der Titel des Baron Arnold.